# Город Эн
Об обозначении провинциального города в русской литературе см. Город N.
«Го́род Эн» — единственный роман Леонида Добычина, впервые опубликованный в 1935 году. За публикацию новаторского модернистского произведения автор подвергся травле как «формалист», а роман не переиздавался до 1989 года (переиздан в серии «Забытая книга»). 

## История создания
Первые упоминания о замысле произведения появляются в 1926 году в письмах Добычина к писателю Михаилу Слонимскому. В это время Добычин живёт в Брянске в одной комнате с матерью и сёстрами. Систематическая работа над произведением начинается в 1928 году, затем после перерыва возобновляется в 1932-м. К лету 1933-го было уже было написано  10 из 34 глав. Завершён «Город Эн» был после переезда в 1934 году в Ленинград.
Отрывок, озаглавленный «Начало романа», был напечатан в журнале «Красная новь» (1934, № 5). Полностью роман издан отдельной книгой в 1935 году в издательстве «Советский писатель».

## Сюжет
В произведении рассказывается от лица главного героя, мальчика, история его взросления в неназванном провинциальном городе, расположенном на западе Российской империи, на реке Двине, недалеко от Риги, «курляндского берега» и Полоцка (вероятнее всего, речь идёт о Двинске). Рассказчик называет свой город «городом Эн» по аналогии с городом, где происходит действие поэмы «Мёртвые души», которую он в это время читает. В романе есть множество отсылок к этому произведению: так, герой представляет, как бы он подружился с сыновьями Манилова Фемистоклюсом и Алкидом.
Действие охватывает около десяти лет, начинаясь до поступления героя в гимназию и заканчиваясь годом окончания гимназии (предположительно, 1911 год). Герой описывает свою жизнь дома, смерть отца, учение, попытки завести друзей, поездки к знакомым в Крым, Севастополь и Евпаторию. На процесс взросления оказывают влияние отголоски важных исторических событий начала XX века, таких как дело Дрейфуса, русско-японская война, убийства Плеве и великого князя Сергея Александровича, революция 1905 года, появление кинематографа, столетний юбилей Гоголя, смерть Льва Толстого, 50-летие отмены крепостного права.
В конце романа, случайно взглянув через очки знакомого, герой с удивлением обнаруживает, что он близорук, и впервые сам надевает очки, начиная видеть вещи в неизвестных ранее подробностях.

## Критика
В советской официальной критике роману дали негативную оценку, обвинив в «формализме». Так, Ефим Добин на конференции «О борьбе против формализма и натурализма» 25 марта 1936 года назвал произведение «концентратом формалистических явлений в литературе» и «любованием прошлым выходца из самых реакционных кругов русской буржуазии». Зелик Штейнман назвал «Город Эн» «сборником литературных трюков, которые откровенно противоположны методу социалистического реализма», добавив, что у Добычина «есть защитники, которые смазывают, по существу, вопрос о реакционном характере его творчества». Наум Берковский назвал Добычина «нашим местным ленинградским грехом».
Более положительную оценку дал произведению критик Николай Степанов, отметив «своеобразие Добычина в авторском невмешательстве» и то, что «наряду с приглушённой иронией через всю книгу Добычина проходит и затаённая где-то в глубине её лирическая нота». Тем не менее в конце рецензии он назвал повесть «принадлежащим к числу книг экспериментальных, рассчитанных на узкий круг „любителей“», отметив, что в «экспериментальности Добычина много от формалистических ухищрений и объективизма». Согласно письму Леонида Добычина Михаилу Слонимскому, «из его рецензии были вычеркнуты все похвальные места, так как имеется постановление бюро секции критиков эту книжку только ругать».
Положительная оценка произведению была дана в эмигрантской критике. В частности, Георгий Адамович писал: «Невозмутимость тона неизменна, постоянна. А бестолковщина, отражённая в дневнике, так чудовищна, так грандиозна, что вся повесть приобретает фантастический оттенок: забываешь бытовые детали, читаешь, как сказку».

## Комментарии
1. ↑  Чаще всего жанр произведения определяют как роман, однако иногда упоминают и как повесть.